# Kostjantyn Wiwtscharenko
Kostjantyn Ruslanowytsch Wiwtscharenko (ukrainisch Костянтин Русланович Вівчаренко, wiss. Transliteration Kostjantyn Ruslanovyč Vivčarenko; * 10. Juni 2002 in Odessa) ist ein ukrainisch-bulgarischer Fußballspieler.

## Karriere

### Verein
Nachdem Wiwtscharenko in der Jugend von DYuSSh-11 Odessa und Tschornomorez Odessa gespielt hatte, ging er in die Jugend von Dynamo Kiew über, wo er von der U19 im Sommer 2019 in die zweite Mannschaft überging. Seit der Saison 2022/23 ist er fester Teil des Kaders der ersten Mannschaft. Hier war sein Liga-Debüt ein 1:0-Sieg über FK Lwiw am 11. September 2022, bei dem er in der Startelf stand. Außerdem hatte er auch einige Einsätze in der Gruppenphase der Europa League 2022/23.

### Nationalmannschaft
Nach der ukrainischen U16, mit der er ein paar Freundschaftsspiele bestritten hatte, kam Wiwtscharenko auch bei der U17 zum Einsatz, wo er als Kapitän der Mannschaft in der Qualifikation für die Europameisterschaft spielte.
Seit März 2021 ist er für die ukrainische U21-Nationalmannschaft aktiv und bestritt mit seiner Mannschaft die Qualifikation für die Europameisterschaft 2023, welche er mit dieser erfolgreich abschloss. Bei der Endrunde war er ein fester Teil des Teams auf dem Platz und erreichte mit seinen Mitspielern das Halbfinale, in dem man mit 1:5 Spanien unterlag.